# Męcinka (województwo dolnośląskie)
Męcinka (niem. Herrmannsdorf) – wieś w zachodniej Polsce, położona w województwie dolnośląskim, w powiecie jaworskim, w gminie Męcinka. Miejscowość jest siedzibą gminy Męcinka.

## Demografia
Sołectwo Męcinka w I kwartale 2011 r., według Narodowego Spisu Powszechnego, zamieszkiwało 795 osób.

## Podział administracyjny
W latach 1975–1998 miejscowość administracyjnie należała do województwa legnickiego.

## Historia
Pierwsza wzmianka o Męcince pochodzi z 1202 roku. Wieś została założona przez cystersów z klasztoru w Lubiążu na miejscu słowiańskiego grodu Dobrowice. Pierwszymi mieszkańcami miejscowości byli Frankowie.

## Górnictwo
W okolicach Męcinki przy krawędzi Sudetów znajdowały się kopalnie rud miedzi, a w na pocz. XX w. rud żelaza (sztolnie Rudolf i Dębowa), tuż po II wojnie światowej poszukiwano tu rud uranu. Obecnie działalność górniczą prowadzi kilka kamieniołomów bazaltów.

## Archeologia
Niedaleko Męcinki, na stoku góry Górzec, będącej od wieków miejscem kultu, znaleziono złoty diadem wykonany z blachy, który związany z kręgiem śródziemnomorskiej kultury mykeńskiej. Jego replika eksponowana jest obecnie w jaworskim muzeum.

## Zabytki
Do wojewódzkiego rejestru zabytków wpisany jest obiekt:
- kościół parafialny pw. św. Andrzeja Apostoła, z XIV w., przebudowany w połowie XIX w.

## Znane osoby związane z miejscowością
- Longinus Anton Jungnitz – (1764-1831), astronom, założyciel i pierwszy dyrektor obserwatorium astronomicznego na Wieży Matematycznej we Wrocławiu[5].